# Welmoet Wijnaendts Francken-Dyserinck

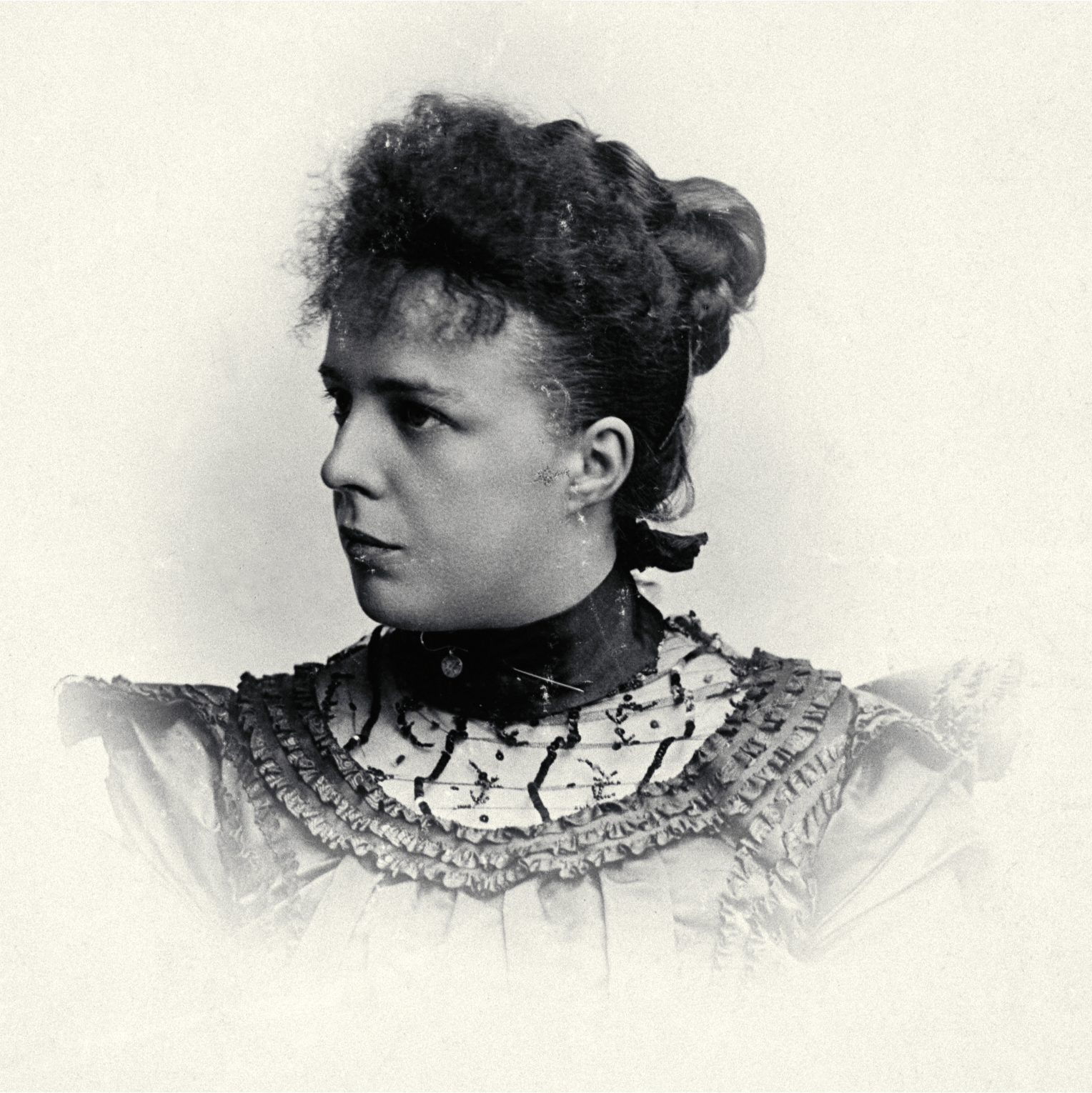
Esther Welmoet Wijnaendts Francken-Dyserinck

Esther Welmoet Dijserinck (Den Helder, 7 februari 1876 - ’s-Gravenhage 11 november 1956), bekend geworden onder de naam Welmoet Wijnaendts Francken-Dyserinck, was een Nederlands journaliste en feministe.

## Familie
Dyserinck was een lid van de familie Dyserinck en enig kind en dochter van Johannes Dyserinck, doopsgezind predikant en letterkundige, en Alida Johanna Geertruida Welmoet Bok. Ze trouwde in 1897 met Cornelis Johannes Wijnaendts Francken (1863-1944), filosoof en publicist van wie ze in 1916 scheidde (zie ook: familie Wijnaendts). Een oom van haar, Hendrik Dyserinck (1838-1906), was minister van Marine, een andere oom, Cornelis Dyserinck (1845-1904), was  wethouder van financiën te Amsterdam.

## Biografie
Ze bezocht als een van  de eerste meisjes het Erasmiaans Gymnasium maar verliet na het vierde jaar die school om een Toynbeeklasje op te richten voor meisjes van elf tot twaalf jaar. Enkele jaren later richtte ze de Toynbee-Vereeniging te Rotterdam op.
Na haar huwelijk in 1897 reisde ze met haar man door verschillende landen van Europa waar ze samen ook colleges volgden. Deze ervaringen vonden hun neerslag in het tijdschrift Belang, het blad van het Comité tot verbetering van den maatschappelijken en den rechtstoestand der vrouw in Nederland waar haar moeder ook aan meewerkte. Toen ze terugkeerde van haar buitenlandse reizen begon ze zich in te zetten voor de rechten van de vrouw, mede op aandringen van Marianne C. Klerck-van Hogendorp. In 1907 werd zij medeoprichtster van de Nederlandsche Bond voor Vrouwenkiesrecht, waarvan zij in de jaren 1908-1910 voorzitter was.
Vanaf 1910 volgden opnieuw reizen met haar man, dit keer naar de Balkan, Afrika en West-Indië. Hierover publiceerde zij reisbrieven die later gebundeld werden. Na deze reizen en haar echtscheiding werd zij in Nederland weer actief in de vrouwenbeweging en werd bestuurslid van de Nederlandse Unie voor Vrouwenbelangen. Ook politiek werd zij actief in de voorlopers van de liberale Volkspartij voor Vrijheid en Democratie. In 1935 was zij een van de initiatiefneemsters voor het Internationaal Archief voor de Vrouwenbeweging in Amsterdam. Tot het einde van haar leven bleef zij betrokken bij de vrouwenbeweging.
Zij was de vice-voorzitster van Het Nederlandsche Meisjesgilde/Nederlandse Padvindstersgilde van 1922 tot 1936, een van de oprichtsters van de World Association of Girl Guides and Girl Scouts en van 1928 tot 1930 lid van het Wereldcomité hiervan.